# الكبيشية (مكيراس)

تعديل مصدري - تعديل

الكبيشية هي إحدى قرى عزلة مكيراس بمديرية مكيراس التابعة لمحافظة البيضاء، بلغ تعداد سكانها 183 نسمة حسب تعداد اليمن لعام 2004.